# Auspice d'Apt
Pour les articles homonymes, voir Auspice (homonymie).
Auspice d'Apt (en latin Auspicius) est considéré comme le premier évêque d'Apt de 96 à 102. Fondateur et diffuseur de la chrétienté dans la ville et ses environs, il fut enseveli à l'endroit où la cathédrale Sainte-Anne sera plus tard élevée. Son nom est mentionné dans les Actes des saints Nérée et Achillée datés des Ve et VIe siècles à propos de son martyre.

## Biographie

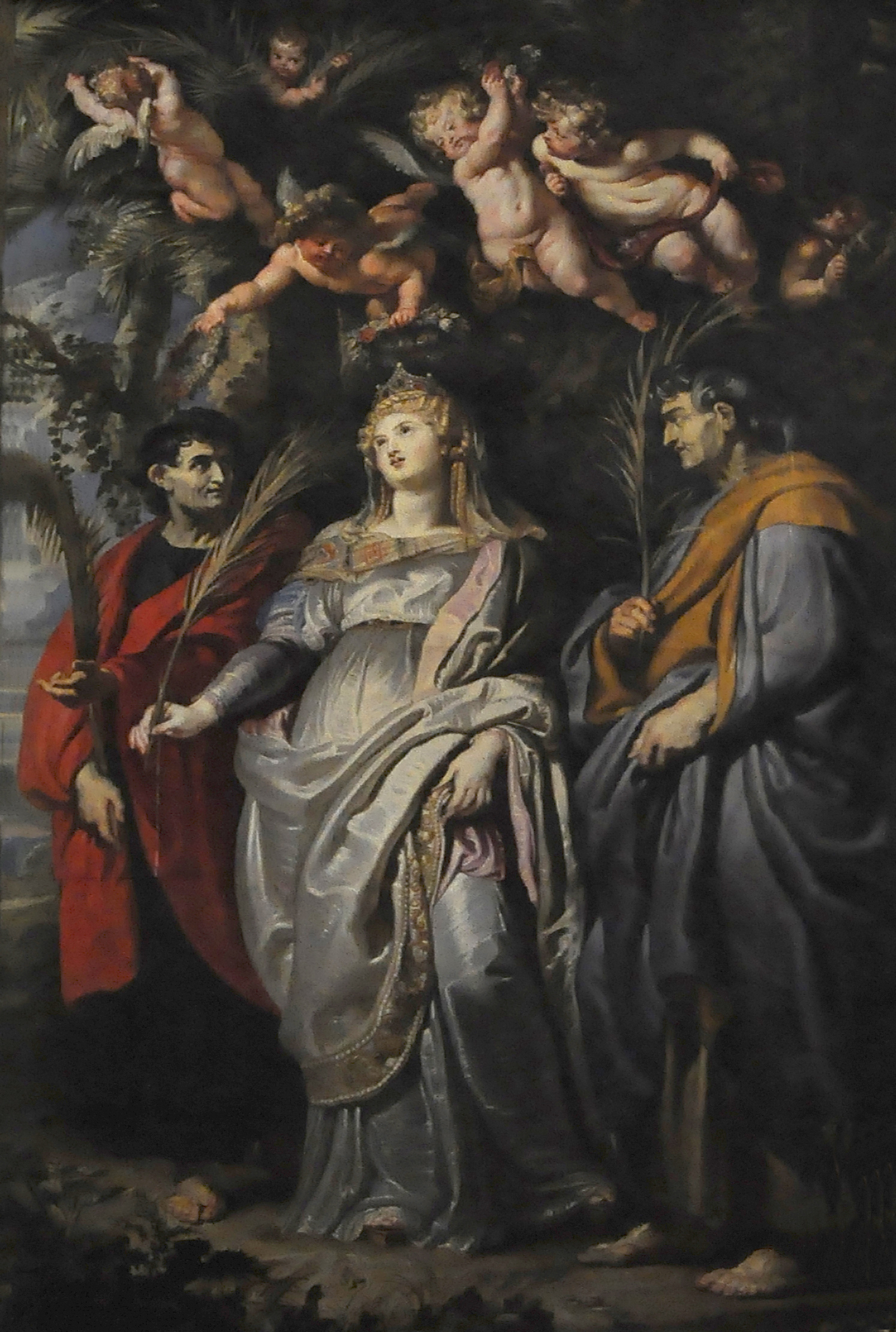
Flavia Domitilla avec Nérée et Achillée, Pierre Paul Rubens (1608), chiesa Nuova, Rome.

La tradition hagiographique veut que le premier épiscope (en grec episkopos) d'Apt ait été envoyé de Rome par Clément Ier, pape de 92 à 99, et qu'il ait été martyrisé sous Trajan. Ces indications ont été fournies par le chartreux Polycarpe de la Rivière et l’historien Joseph-François de Rémerville qui, au XVIIe siècle, transcrivirent les actes de sa Vie à partir de deux anciens manuscrits, l’un des archives du chapitre cathédral des débuts du IXe siècle et un récit intitulé De virtute Dei et martyris Auspicii, daté par de Rémerville d’avant 767. 
Selon ces documents, Auspice, issu d’une famille sénatoriale, est le précepteur de la noble dame romaine de la gens Flavii Flavia Domitilla qui sera plus tard sanctifiée pour sa virginité et sa fidélité au christianisme, et avec laquelle il découvre l’Évangile. Il se lie également à deux de ses serviteurs, les frères Nérée et Achillée qui auraient été baptisés par l’apôtre Pierre et qui incitent leur maîtresse à se convertir. Faisant face aux divers tentatives d’intimidation et de retour au culte païen, tous trois finissent martyrs. Auspice s’occupe alors d’enterrer les deux frères à proximité de la Via Ardeatina, dans une propriété de Flavia Domitilla. 
Jean Barruol indique qu'à la fin du XIXe siècle a été trouvé sur la Voie romaine :

« À Tor Marancia, une area sépulcrale, concédée ex indulgentia Flaviæ Domitillæ ainsi que la basilique des saints Nérée et Achillée. »

Ces précisions se trouvaient déjà sur la Passio des deux frères et il est fort possible que les « Actes de saint Auspice » s'en soient inspirés. 
Sensible à sa démarche, le pape Clément de Rome lui propose de se convertir afin d’épouser la prêtrise ce qu’il accepte, et c’est ainsi qu’il est envoyé quelque temps plus tard vers 96 évangéliser la Gaule narbonnaise où il va s'établir avec ces deux compagnons Euphrasius (Euphrase) et Emilianus (Émilien) à Apta Julia (Apt). 

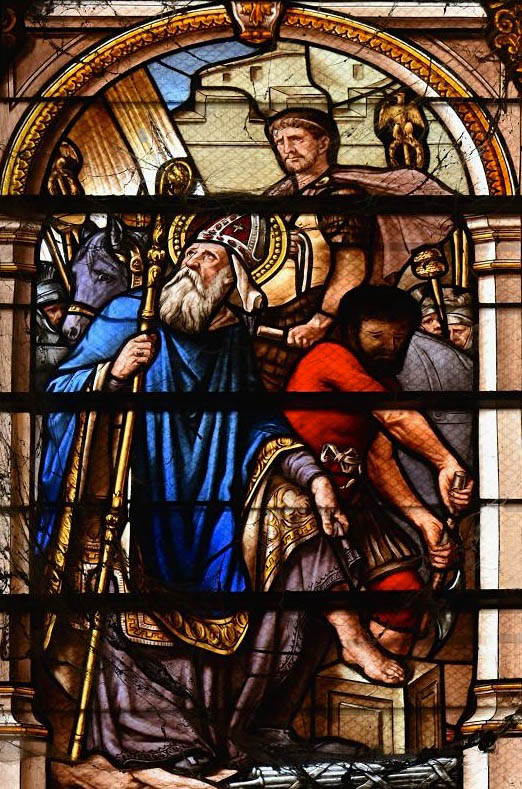
Martyre de saint Auspice, vitrail de la cathédrale Sainte-Anne d'Apt.

Auspice va vite convertir un notable de la cité, un nommé Corilius. Suivant l’exemple de sa famille et sensible au paroles d’Auspice plusieurs citoyens vont accepter le baptême et ainsi constitués le premier noyau de croyants. Fort de ce premier succès, Auspice et ses compagnons vont prêcher aux quatre coins de la ville, le saint réussissant même plusieurs miracles qui vont très vite assoir sa réputation. En l’espace de quelques mois, une bonne partie d’Apta Julia devient chrétienne. 
En réaction à cela, les prêtres romains avertissent les autorités et l’information remonte jusqu’à l’empereur Trajan qui envoie sur place deux officiers, Dactylius et Tertullianus, pour rétablir le culte en vigueur. Juste avant d’appliquer la loi et une éventuelle sentence, Auspice perd ses deux compagnons qu’il prend le temps d’inhumer. Plus tard, leurs reliques seront déposées sous le maître-autel de la cathédrale. Puis il est arrêté et envoyé en prison non sans continuer d’exposer sa foi pour favoriser les conversions.
Afin de le compromettre au regard de la population, il lui est demandé au beau milieu d’une place d’honorer le dieu majeur Jupiter. Mais au lieu de le consacrer par l’encens et de rester à genoux devant sa représentation, il renverse la statue d’un coup de pied résolument explicite. La sentence ne se fait pas attendre, et pour réparer cet outrage, Tertullianus ordonne qu’on lui coupe le pied droit. Remis dans sa cellule à proximité de l’amphithéâtre, son acolyte poursuit les représailles en lui endommageant ses membres les uns après les autres. Au bout d’une semaine, Auspice n’y tenant plus de ce long supplice expire, le 4 août 102 selon la tradition.

## Postérité

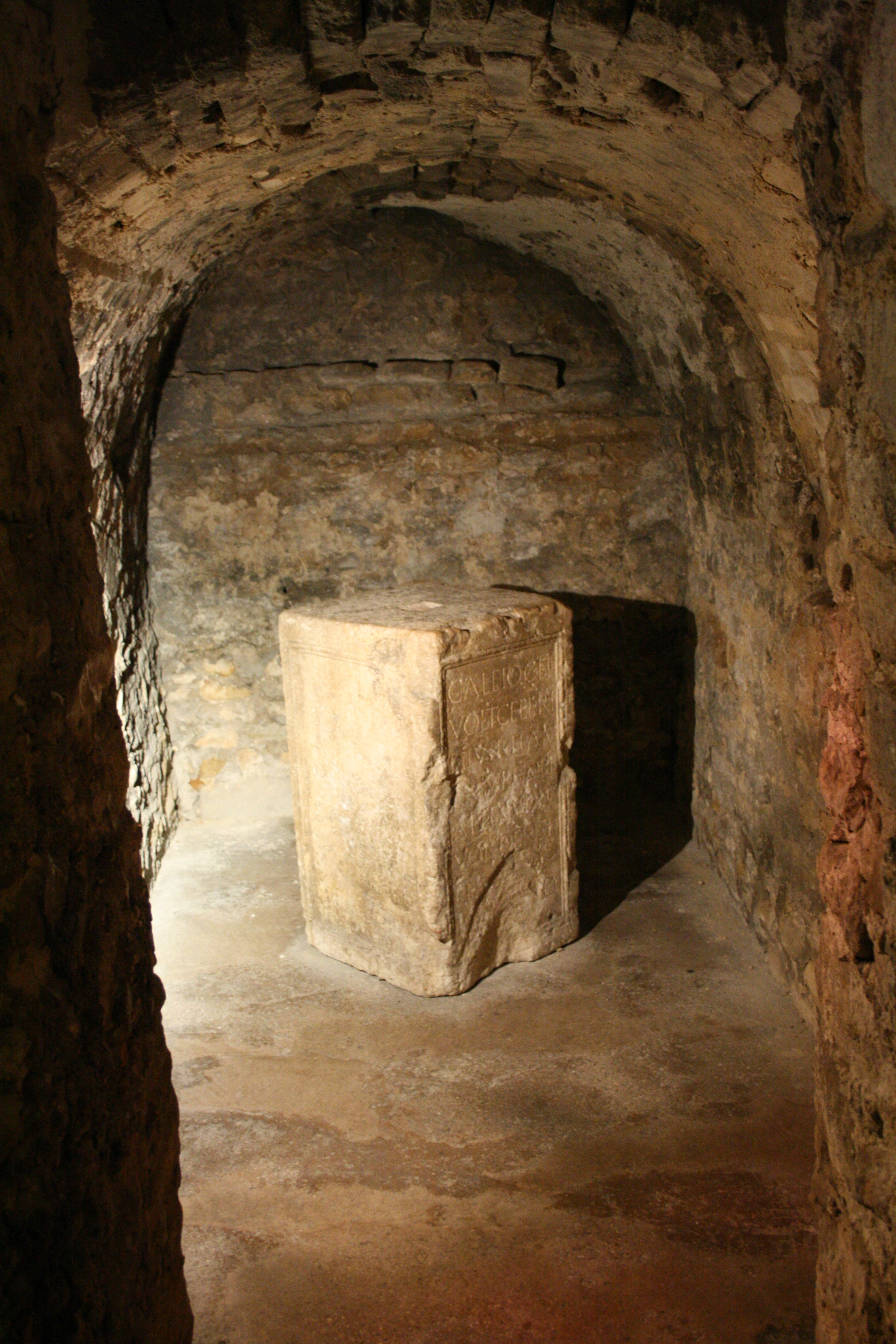
Crypte inférieure de la cathédrale d'Apt où aurait été retrouvés les corps de sainte Anne et d'Auspice.

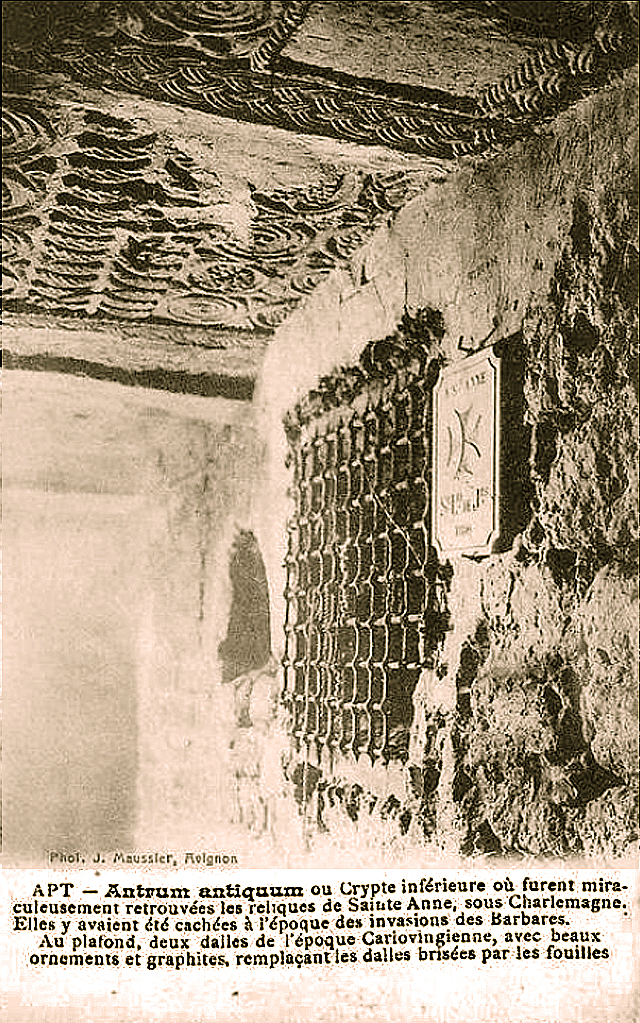
LAntrum Antiquum de la crypte inférieure de la cathédrale d'Apt.

Le corps d’Auspice aurait été enseveli par des premiers chrétiens - dont peut-être Corilius - dans la cavité souterraine où l’évêque déposa le corps de sainte Anne dans une châsse en cyprès. Situé entre l’amphithéâtre et le forum, le lieu servait aussi de petite chapelle ou le premier apôtre de la cité avait coutume d’effectuer les sacrements de l’eucharistie et du baptême. C’est à cet endroit que fut plus tard érigé l’église cathédrale, construite dit-on avec des pierres de l’amphithéâtre démoli. Les noms qui furent donné à cet endroit sont Antrum Antiquum comme caveau ou Sepulchra Sanctorum comme sépulture. Celle-ci fut ensuite murée pour la protéger des répressions et des pillages, puis délaissée et oubliée. 
Le culte d’Auspice n’aurait duré qu’un ou deux siècles au plus, s’oubliant encore davantage à partir des invasions des Saxons et des Lombards à la fin du VIe siècle. Ceci jusqu’à ce que l’invention (la découverte) de la sépulture avec les reliques se fasse par l’entremise de Charlemagne venu prier à Apt en 792 en remerciement de sa victoire sur les Sarrasins. La tradition veut que ce soit le fils du baron Caseneuve de Simiane chez qui il était hébergé qui le permit durant une messe. Prénommé Jean, âgé de quatorze ans, aveugle, sourd et muet, il indiqua qu’il fallait creuser à un endroit précis. L’empereur ordonna de le faire et l’on découvrit la chapelle souterraine avec une cavité dans laquelle Jean s’introduisit sans hésitation. Aussitôt il recouvra la vue et distingua une lumière inextinguible initialement déposée par Auspice 690 ans auparavant. Sur ce, il parla pour la première fois en disant : « Là, dans cette embrasure, est le corps de sainte Anne, mère de la Vierge Marie ». Tandis que plusieurs de ses reliques vont être réparties dans de nombreux endroits de la chrétienté, celles d’Auspice restèrent à Apt, en sa cathédrale. 
Au milieu du XIe siècle, l’évêque Alfant (1048 - 1080) lui dressa un autel à côté de celui de saint Castor (évêque de 410 à 423 environ) dans une crypte dite du Sauveur. À leurs reliques, furent associer celles de l’abbé Martian, le fondateur de l’Abbaye Saint-Eusèbe de Saignon, ainsi mentionné dans le bréviaire d’Apt de 1323, puis des évêques Quentin et Sendart peu connus, et de Clair qui fait débat faute d’archives. Plusieurs chanoines décidèrent également de reposer auprès de cette chapelle afin de perpétuer le souvenir des premiers vicaires d’Apt. 

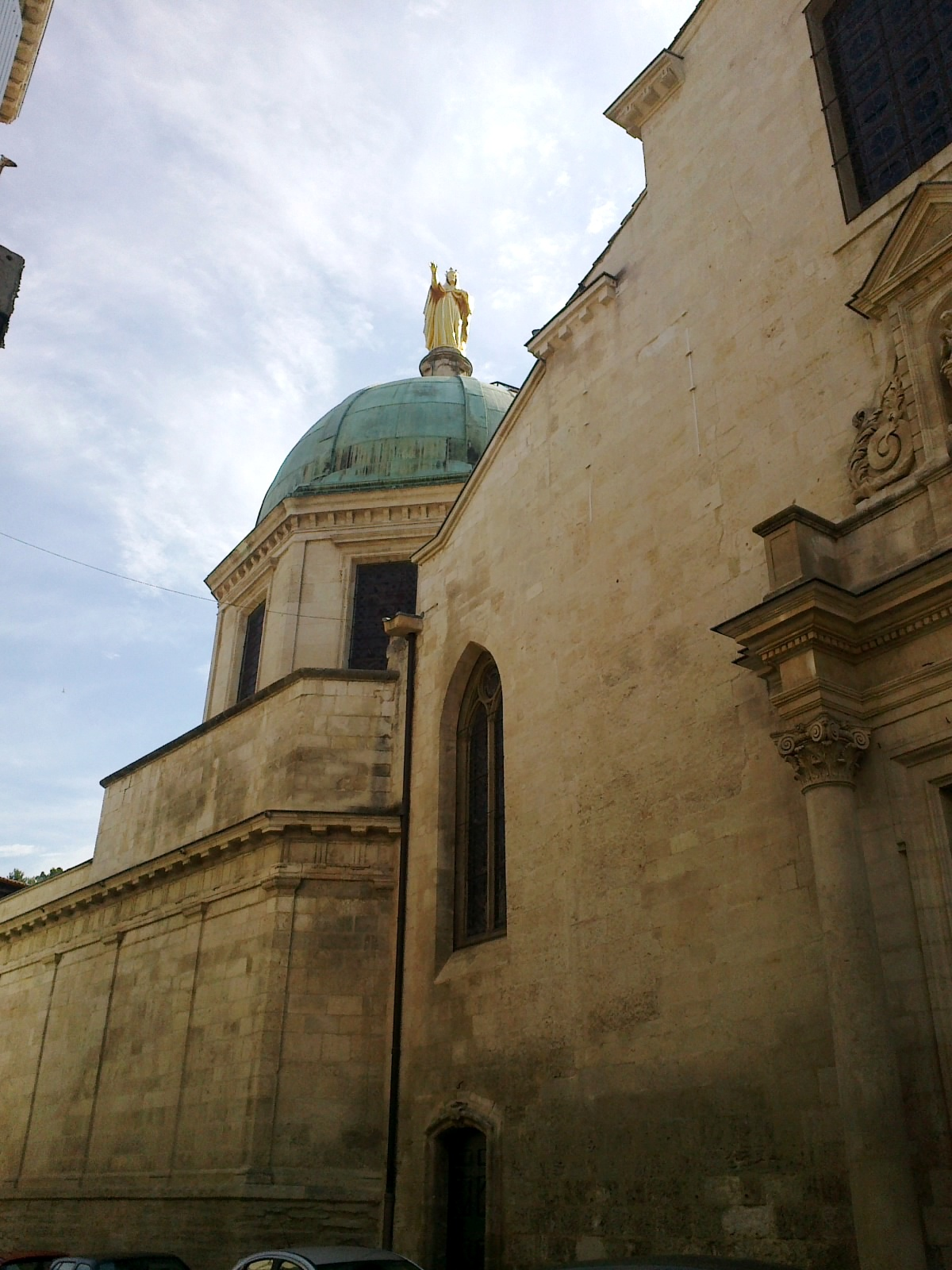
Statue de sainte Anne sur le dôme de la chapelle royale de la cathédrale d'Apt.

L’habitude fut prise de ne plus séparer saint Auspice de la vie du diocèse et de la cathédrale. Son culte apparaît dans les livres liturgiques de l'église d'Apt à partir du premier tiers du XIIIe siècle. Ensemble, clergé et fidèles s’employèrent à célébrer cette figure des origines dont le culte va s'établir jusqu’au début du XIVe siècle pour se consolider et se fixer. Il va même devenir central au XVIIe siècle bénéficiant des récits le concernant et de l’importance des reliques de sainte Anne. Dans son ouvrage Sépulchre de Madame saincte Anne paru en 1615, Pierre le Grand soutient en effet l’arrivée de son corps avec le petit groupe de saints chrétiens célèbres de Judée (les trois Marie, Lazare...) qui vont évangéliser la Provence. Pour le prêtre Jean-Baptiste Bouis en 1641, ce serait plutôt le roi Massilias converti par Marie Madeleine qui l’aurait rapporté de Terre sainte. Quoi qu’il en soit, c’est Auspice, en tant que disciple de saint Pierre, missionné par le pape Clément Ier et chef de file de la première communauté d’Apta Julia, qui en reçut la charge et qui le protégea des menaces.
Dès lors, saint Auspice va être rattaché au culte de sainte Anne et à la procession de sa fête qui, au début du XIXe siècle, était  considérée comme la plus importante après celle de la Fête-Dieu et qui se liait avec la foire municipale. Supprimée comme fête patronale d’Apt en 1880, restreinte à une célébration à la cathédrale à partir de 1905, la procession reprendra à partir de 1955.  

### Écrits
La rédaction de ces « Actes » ou Vita est attribuée à l'évêque d'Apt, Alfant, qui a dû la copier en se servant d'une « Vie » antérieure. Elle est donc contemporaine du supposé tombeau d'Auspice. Cette découverte eut lieu lors des travaux de déblaiement de la cathédrale détruite en 976, au cours de l'épiscopat de Nartold, et qui furent commencés en 1056 sous celui d'Alfant. Il est dit que ce sépulcre fut découvert dans une crypte sous les ruines et qu'un autel fut alors élevé à saint Auspice à côté de celui de saint Castor dans l'oratoire Saint-Sauveur. 
Comme le souligne, par ailleurs, Guy Barruol, fils de Jean, il est remarquable qu'au moment où Alfant identifiait le corps d'Auspice, son oncle Raimbaud de Reillanne, archevêque d'Arles, remettait à l'honneur le culte de saint Trophime. Ce premier évêque d'Arles, dont la vie et les actes semblent légendaires, puisqu'il a fallu près de sept siècles pour les composer, pourrait s'avérer une invention du pontife romain Zozime justifiant dans un bref rédigé le 22 mars 417, l'octroi du titre de métropolitain à l'archevêque Patrocle.